# محمدجواد یوسفی
محمد جواد یوسفی واوسری کشتی‌گیر تیم ملی کشتی ناشنوایان ایران است و اهل بهشهر که در مهر ۱۳۹۳ توانست به نشان طلای وزن ۶۰ کیلوگرم مسابقات جهانی ارمنستان ۲۰۱۴ دست یابد.
او سابقه مدال برنز مسابقات کشتی قهرمانی ناشنوایان جهان ۲۰۱۶ در رده جوانان که در اردیبهشت ۱۳۹۵ در تهران برگزار شد را نیز در کارنامه دارد.

## بن‌مایه
1. 1 2 3  «کشتی‌گیران بهشهری در رقابت‌های ناشنوایان جهان موفق به کسب مدال شدند». خبرگزاری جمهوری اسلامی ایران - ایرنا. ۱۵ اردیبهشت ۱۳۹۵. دریافت‌شده در ۱۹ مرداد ۱۴۰۳.
2. ↑  «نوجوانان و جوانان اعزامی به ارمنستان مشخص شدند». تسنیم.
3. ↑  «کسب ۲ مدال طلا و برنز مسابقات جهانی ارمنستان توسط دانش آموزان ناشنوا». تبیان.